# 若常陸恒吉
若常陸 恒吉（わかひたち つねきち、1896年4月16日 - 1940年9月22日）は、島根県鹿足郡日原町（現津和野町）出身で出羽海部屋に所属した大相撲力士。本名は大庭 常吉。身長173cm、体重116kg。昭和年間を通じて唯一の島根県出身の幕内力士であった。最高位は西前頭筆頭（1928年3月場所）。引退後は年寄として後進の指導につとめた。

## 来歴
1909年6月場所、出羽海部屋から初土俵をふむ。年若い入門であったので、決して出世は早くなかったが、それでも1917年5月場所に新十両、1922年1月場所には新入幕を果たした。
当時としては巨漢の120kgに近い体格を生かし、右四つからの寄りを得意としたが、幕内では中堅力士としておわってしまった。それでも、1927年10月場所には、横綱西ノ海を破る殊勲の星をあげている。
1931年1月場所で十両に陥落し、その場所全敗して途中休場、そのまま出場せず、3月場所限りで現役を引退した。なお、それ以後、昭和期には島根県出身の幕内力士は出なかった。引退後は年寄秀ノ山を襲名し、出羽海部屋付の年寄として検査役などをつとめた。

## 主な成績
- 幕内在位 23場所
- 幕内成績 88勝154敗7分
- 金星：1個（1927年10月場所、横綱西ノ海から）

### 場所別成績
| 1909年 （明治42年） | x                      | x                      | （前相撲）             | x                 |
| 1910年 （明治43年） | 新序 0–2               | x                      | 西序ノ口5枚目 0–4 1預  | x                 |
| 1911年 （明治44年） | 東序二段82枚目 1–4     | x                      | 西序二段84枚目 1–4     | x                 |
| 1912年 （明治45年） | 西序二段71枚目 0–3 2預 | x                      | 東序二段65枚目 1–3 1分 | x                 |
| 1913年 （大正2年） | 西序二段57枚目 4–1     | x                      | 東序二段26枚目 2–3     | x                 |
| 1914年 （大正3年） | 西序二段21枚目 3–2     | x                      | 西三段目73枚目 3–2     | x                 |
| 1915年 （大正4年） | 西三段目50枚目 3–2     | x                      | 西三段目26枚目 4–1     | x                 |
| 1916年 （大正5年） | 西幕下58枚目 3–2       | x                      | 西幕下42枚目 2–2 1預   | x                 |
| 1917年 （大正6年） | 西幕下37枚目 5–0       | x                      | 東十両14枚目 優勝 5–0  | x                 |
| 1918年 （大正7年） | 東十両2枚目 4–3        | x                      | 西十両筆頭 2–3 1預     | x                 |
| 1919年 （大正8年） | 西十両6枚目 3–3        | x                      | 西十両7枚目 3–2        | x                 |
| 1920年 （大正9年） | 西十両6枚目 2–3 1預    | x                      | 西十両13枚目 3–2       | x                 |
| 1921年 （大正10年） | 東十両8枚目 3–2        | x                      | 東十両4枚目 4–3 1分    | x                 |
| 1922年 （大正11年） | 東前頭15枚目 5–4 1分   | x                      | 西前頭4枚目 2–8        | x                 |
| 1923年 （大正12年） | 東前頭11枚目 1–8 1分   | x                      | 西十両筆頭 3–0         | x                 |
| 1924年 （大正13年） | 西前頭16枚目 4–5 1分   | x                      | 東前頭12枚目 3–7 1分   | x                 |
| 1925年 （大正14年） | 東前頭12枚目 4–5 2分   | x                      | 西前頭14枚目 6–5       | x                 |
| 1926年 （大正15年） | 西前頭5枚目 2–8 1分    | x                      | 東前頭13枚目 5–6       | x                 |
| 1927年 （昭和2年） | 西前頭7枚目 5–6        | 西前頭7枚目 6–5        | 西前頭8枚目 4–7        | 東前頭3枚目 5–6 ★ |
| 1928年 （昭和3年） | 東前頭9枚目 5–6        | 西前頭筆頭 3–8         | 西前頭9枚目 4–7        | 西前頭9枚目 2–9   |
| 1929年 （昭和4年） | 東前頭11枚目 4–7       | 東前頭11枚目 4–7       | 東前頭14枚目 6–5       | 東前頭14枚目 2–9  |
| 1930年 （昭和5年） | 東十両筆頭 7–4         | 東十両筆頭 5–6         | 東前頭13枚目 3–8       | 東前頭13枚目 3–8  |
| 1931年 （昭和6年） | 東十両2枚目 0–7–4      | 東十両2枚目 引退 0–0–0 | x                      | x                 |
| 各欄の数字は、「勝ち-負け-休場」を示す。 優勝 引退 休場 十両 幕下 三賞：敢=敢闘賞、殊=殊勲賞、技=技能賞 その他：★=金星 番付階級：幕内 - 十両 - 幕下 - 三段目 - 序二段 - 序ノ口 幕内序列：横綱 - 大関 - 関脇 - 小結 - 前頭（「#数字」は各位内の序列） |                        |                        |                        |                   |

## 四股名変遷
- 若常陸 常吉（わかひたち つねきち）1909年6月場所 - 1924年1月場所
- 若常陸 恒吉（- つねきち）1924年5月場所 - 1931年3月場所

## 年寄在任期間
- 秀ノ山 恒吉（ひでのやま つねきち）1931年3月 - 1940年9月